# Hammel
Hammel è un centro abitato della Danimarca situato nella regione dello Jutland Centrale, fa parte del comune di Favrskov.
La cittadina ha 7 215 abitanti ed è situata circa 25 a est di Aarhus.
Il nome, che nel XV secolo era Hamel, deriva dal termine in danese antico 
hamal che significa collina.

## Storia
Fino alla riforma amministrativa del gennaio 2007, era capoluogo dell'comune omonimo.